# 福斯塔特
福斯塔特（羅馬化：al-Fusṭāṭ，直译：「帐篷」），为埃及穆斯林化之后的第一个首都。641年，阿拉伯人入侵埃及后，著名将领阿慕尔·本·阿斯建立了福斯塔特。该地最为知名的为阿穆尔清真寺，为埃及乃至整个非洲大陆最早的清真寺。